# 広幡忠隆
広幡 忠隆（ひろはた ただたか、1884年（明治17年）12月11日 - 1961年（昭和36年）4月12日）は、日本の政治家。逓信官僚。華族。貴族院侯爵議員、皇后宮大夫。第10代広幡侯爵家当主。

## 生涯
東京府で侍従・広幡忠朝の長男として生まれる。父の死去に伴い1905年1月23日に侯爵を襲爵。
学習院中等学科、同高等学科を経て、1909年7月、東京帝国大学法科大学法律学科（仏法）を卒業。同年12月10日、満25歳に達し貴族院侯爵議員に就任し、火曜会に所属して1947年5月2日の貴族院廃止まで在任した。
1910年2月、内閣総理大臣官房事務嘱託となる。同年11月、文官高等試験行政科試験に合格。1911年3月、逓信省に入省し逓信管理局書記に任官し管船局に配属された。
以後、戦時船舶管理局庶務課長、同航路課長、管船局庶務課長、兼管船局調査課長、燈台局長、管船局長などを歴任。1932年9月、皇后宮大夫兼侍従次長に就任し、1945年10月まで在任した。退官時には、天皇から蒔絵硯箱、山水図幅を皇后から白銅製白鳥置物を下賜された。
1953年2月、接収解除貴金属及びダイヤモンド関係事件に関し衆議院行政監察特別委員会に証人喚問された。

## 人物
公家出身者ではあるが能吏であった。逓信省時代はペンネームを用いて雑誌に寄稿して役所のペースをコントロールすることもあった。宮内省に移ると二・二六事件などの対処で能力を発揮。後に昭和天皇が意見が異なる秩父宮と会う際、事前にアドバイスを求めるなど高い信頼を得た。

## 栄典
位階
- 1907年（明治40年）12月27日 - 正五位[9]

勲章
- 1940年（昭和15年）8月15日 - 紀元二千六百年祝典記念章[10]
- 1943年（昭和18年）10月9日 - 勲一等瑞宝章[11]

## 親族
- 父：広幡忠朝
  - 弟：兒玉忠康（日本郵船社長、兒玉秀雄養子）[1][2]
- 妻：広幡文子（山本達雄二女）[2]
  - 長女：広幡信子
  - 次女：敦子（松平悌室）
  - 養嗣子：広幡増弥（海軍技術大佐、伊藤安吉二男）[2]